# Dáil Éireann
För andra betydelser, se Dáil Éireann (olika betydelser).

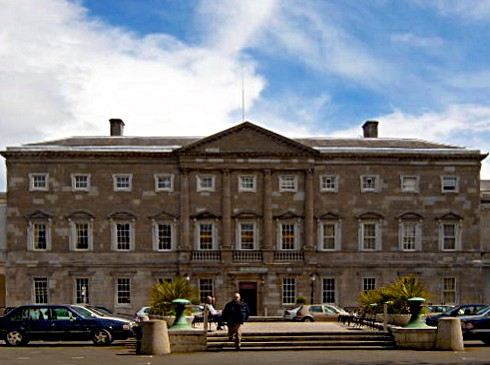
Leinster House

Dáil Éireann (iriskt uttal [d̪ˠaːlʲ ˈeːrʲən̪ˠ]), ofta bara Dáil, är irländska parlamentets (Oireachtas) underhus. Dáil Éireanns ledamöter väljs i allmänna val minst vart femte år. Valsystemet är Single Transferable Vote (STV). Dess befogenheter motsvarar sådana som andra underhus har i tvåkammarsystem, och det är den klart mäktigare delen av Oireachtas. I praktiken har det befogenhet att anta vilken lag som helst som det önskar, och att nominera och avsätta regeringschefen (Taoiseach). Sedan 1922 samlas Dáil Éireann i Leinster House i Dublin. 

## Sammansättning
Den nuvarande Dáil Éireann, den 33:e, har 160 ledamöter. Ledamöterna väljs minst en gång vart femte år av befolkningen i republiken Irland i proportionella val med Single Transferable Vote (STV). Alla medborgare från 21 års ålder är valbara. En ledamot av Dáil kallas Teachta Dála (ofta förkortat TD), eller deputy ("deputerad").
Rösträtt har irländska och brittiska medborgare från 18 års ålder som har registrerat sig för att rösta i republiken Irland. Enligt författningen måste val till Dáil Éireann ske minst en gång vart sjunde år, men för närvarande är en femårsgräns lagstadgad. Taoiseach (regeringschefen) kan, genom att göra en begäran hos presidenten, i praktiken när som helst upplösa dáil. Detta måste följas av ett val inom trettio dagar. 
Valsystemet med STV ger en i huvudsak proportionell fördelning av platserna i kammaren. Valkretsarna är dock relativt små, vilket vanligen ger en viss fördel för de större partierna och gör små partier underrepresenterade. Sedan 1990-talet har normen varit koalitionsregeringar. Före 1989 var dock enpartiregeringar, särskilt sådana bestående av partiet Fianna Fáil, mycket vanliga. STV-systemet innebär att kandidater ofta måste konkurrera med andra från samma parti om att bli valda. Detta innebär stor valfrihet för väljarna, men har anklagats för att producera parlamentsledamöter som är alltför orienterade åt lokala frågor. Två gånger har det gjorts försök att byta valsystem till det brittiska med majoritetsval i enmansvalkretsar. Båda förslagen röstades ned i folkomröstningar. I fyllnadsval används alternativröstning. 
För närvarande väljs mellan tre och fem ledamöter i varje valkrets (genomsnittet är omkring fyra). Enligt konstitutionen får ingen valkrets ha färre än tre ledamöter, men ingen övre gräns har satts. I den gällande vallagen finns dock en gräns på högst fem ledamöter per valkrets. Konstitutionen kräver att valkretsgränserna ses över minst vart tolfte år, så att de kan ritas om för att ta hänsyn till ändringar i folkmängden. För närvarande finns en oberoende kommission som drar upp ändringar i gränserna, och dess rekommendationer brukar vanligen följas. 

### Antal ledamöter
Enligt Irlands konstitution får det aldrig finnas färre än en ledamot av Dáil per trettiotusen invånare, och aldrig fler än en per tjugotusen. Det faktum att alla ministrar måste komma från Irlands parlament och behovet att ha tillräckligt många personer i underhuset med tillräckliga förutsättningar för regeringsposter har gjort att förhållandet mellan antal ledamöter och antal medborgare i praktiken alltid har legat nära den tidigare siffran. I den föregående, 29:e, Dáil fanns en ledamot per tjugofemtusen medborgare. När den nuvarande konstitutionen antogs 1937 minskades antalet ledamöter från 153 till 138, men på 1960-talet fick regeringschefen Seán Lemass svårt att utnämna ministrar, och antalet ökades därför. Antalet ökades ännu mer 1981 då det nådde den nuvarande siffran 166.

## Ceann Comhairle
Dáil Éireanns talman har titeln Ceann Comhairle. Ceann Comhairle väljs bland ledamöterna men förutsätts agera strikt opartiskt. Trots detta brukar regeringen ofta försöka välja en av sina egna till posten, om de har tillräckligt många ledamöter. För att försvara talmannens neutralitet ställer en sittande Ceann Comhairle inte upp för nyval som parlamentsledamot utan bedöms automatiskt ha blivit omvald i sin valkrets vid parlamentsvalet, om han eller hon inte väljer att dra sig tillbaka. Ceann Comhairle röstar inte, förutom vid oavgjorda röstresultat. 

## Befogenheter
I princip är Dáil Éireann bara en av tre komponenter i parlamentet Oireachtas, där där de andra två är Irlands president och senaten (Seanad Éireann). I praktiken ger konstitutionen dock Dáil sådana befogenheter att den är den klart dominerande grenen. De flesta förslag som antas av Dáil Éireann blir så småningom lag. Förutom att vara lagstiftande är det Dáil som utser regeringschefen. Dáil Éireann kan också anta en misstroendeförklaring mot regeringen, som leder till att Taoiseach måste antingen ansöka om upplösning av parlamentet eller avgå. Det har bara hänt en gång att detta inte ledde till nyval. 1994 blev John Bruton från Fine Gael Taoiseach när Labour lämnade koalitionen med Fianna Fáil, som leddes av Albert Reynolds.
Dáil har också ensamt befogenhet att:
- Föreslå budgeten (som inte får ha sitt ursprung i senaten).
- Ratificera fördrag.
- Förklara krig eller tillåta staten att delta i krig.

## Arbetssätt
Dáil Éireann bestämmer självt sina ordningsstadgar och dess ledamöter har vissa särskilda privilegier. Liksom i andra nutida parlamentariska system röstar ledamöterna inte i första hand efter sina egna samveten eller sina väljares önskemål, utan följer instruktioner från partiets whips. Förutom i undantagsfall sammanträder Dáil Éireann offentligt. Dáil Éireann har för närvarande tre stående utskott och tretton särskilda utskott.
Debatterna är strikt strukturerade och mycket begränsade. De har inte samma passion som motsvarigheterna i USA:s senat eller brittiska underhuset. Ledamöterna läster ofta långsamt från skrivna manus. Debatter i Seanad Éireann är däremot kända för sin slagfärdighet. 

## Historia

### Föregångare
Den första lagstiftande församlingen som fanns på Irland var Parliament of Ireland och det första lagstiftande underhuset var dess House of Commons. Detta parlament avskaffades dock genom Act of Union 1800. Irländska nationalister församlade första gången  Dáil Éireann som ett revolutionärt parlament 1919 och även om det lyckades ta över de flesta regeringsfunktioner erkändes det inte i brittisk lag.  
1921 upprättade Storbritanniens regering ett parlament kallat Parliament of Southern Ireland, i ett försök att blidka irländska nationalister genom att ge Irland begränsat home rule. Detta organ förkastades och bojkottades dock av nationalisterna, som behöll sin lojalitet hos Dáil Éireann. Eftersom Storbritannien betraktade den första Dáil som olaglig uppfattades i brittisk juridik Södra Irlands underhus (House of Commons of Southern Ireland), som föregångaren till dagens Dáil.

### Revolutionär Dáil (1919-1922)
Den nuvarande Dáil Éireann härstammar från den irländska konstitutionen från 1937, men anser sig stamma direkt från den första Dáil från år 1919. Denna Dáil var ett utomrättsligt parlament som upprättades av Sinn Féins ledamöter som hade blivit invalda i brittiska underhuset i parlamentsvalet i Storbritannien 1918. Efter att de hade tagit en majoritet av Irlands platser i valet (många av dem utan motkandidater), vägrade Sinn Féins företrädare att erkänna Storbritanniens parlament och församlades istället som det första Dáil Éireann: enkammarparlamentet i en ny tänkt irländsk republik, och det första irländska parlamentet sedan 1801.
Den irländska republikens parlament erkändes internationellt bara av Ryska SFSR, trots intensiv lobbying från irländskamerikaner i USA. Dáil Éireanns första sammanträde hölls i Dublin, i Mansion House. Därefter tvingades parlamentet gå under jorden och möttes på ett antal olika platser. 

### Irländska fristaten (1922-1937)
Den irländska republikens Dáil efterträddes 1922 av Irländska fristatens Dáil. Irländska fristaten, som bestod av de tjugosex södra och västra grevskapen på Irland, bildades genom det anglo-irländska fördraget 1921. Dáil Éireann (som nu beskrevs som en "deputeradekammare") blev underhuset i ett nytt parlament som fick namnet Oireachtas. Den första Dáil som existerade under Irländska fristatens konstitution efterträdde den irländska republikens andra Dáil och kallades därför tredje Dáil. Den tredje Dáil, och alla dess efterföljare, har mötts i Leinster House.

### Irlands konstitution (1937-nutid)
Irlands konstitution, som antogs 1937, upprättade den moderna irländska staten, som idag kallas Republiken Irland. Enligt konstitutionen behöll det nya parlamentet titeln Oireachtas, och dess underhus förblev Dáil Éireann (även om det nu beskrevs som ett "representanthus"). Den första Dáil under den nya konstitutionen beskrevs som nionde Dáil. 

## Mandatfördelningen i Dáil Éireann efter valet 2007
1. Fianna Fáil, 77 mandat

2. Fine Gael, 51 mandat

3. Labour/Páirtí an Lucht Oibre, 20 mandat

4. Green Party/Páirtí Glas, 6 mandat

5. Sinn Féin, 4 mandat

6. Progressive Democrats/An Páirtí Daonlathach, 2 mandat

7. Obundna, 5 mandat

8. Dáil Éireanns ordförande (Ceann Comhairle), 1 mandat